# John Hancock Financial
Pour les articles homonymes, voir Hancock.
La John Hancock Financial est une compagnie d'assurance américaine qui existait, sous diverses formes, depuis le 21 avril 1862  jusqu'à son acquisition en 2004 par la compagnie d'assurance canadienne Financière Manuvie.
Nommée en l'honneur de John Hancock et basée à Boston, un patriot de la Révolution américaine, l'entreprise continue de fonctionner en tant que filiale de la Financière Manuvie.
L'entreprise est connue du grand public pour la John Hancock Tower.